# Незаконне збройне формування

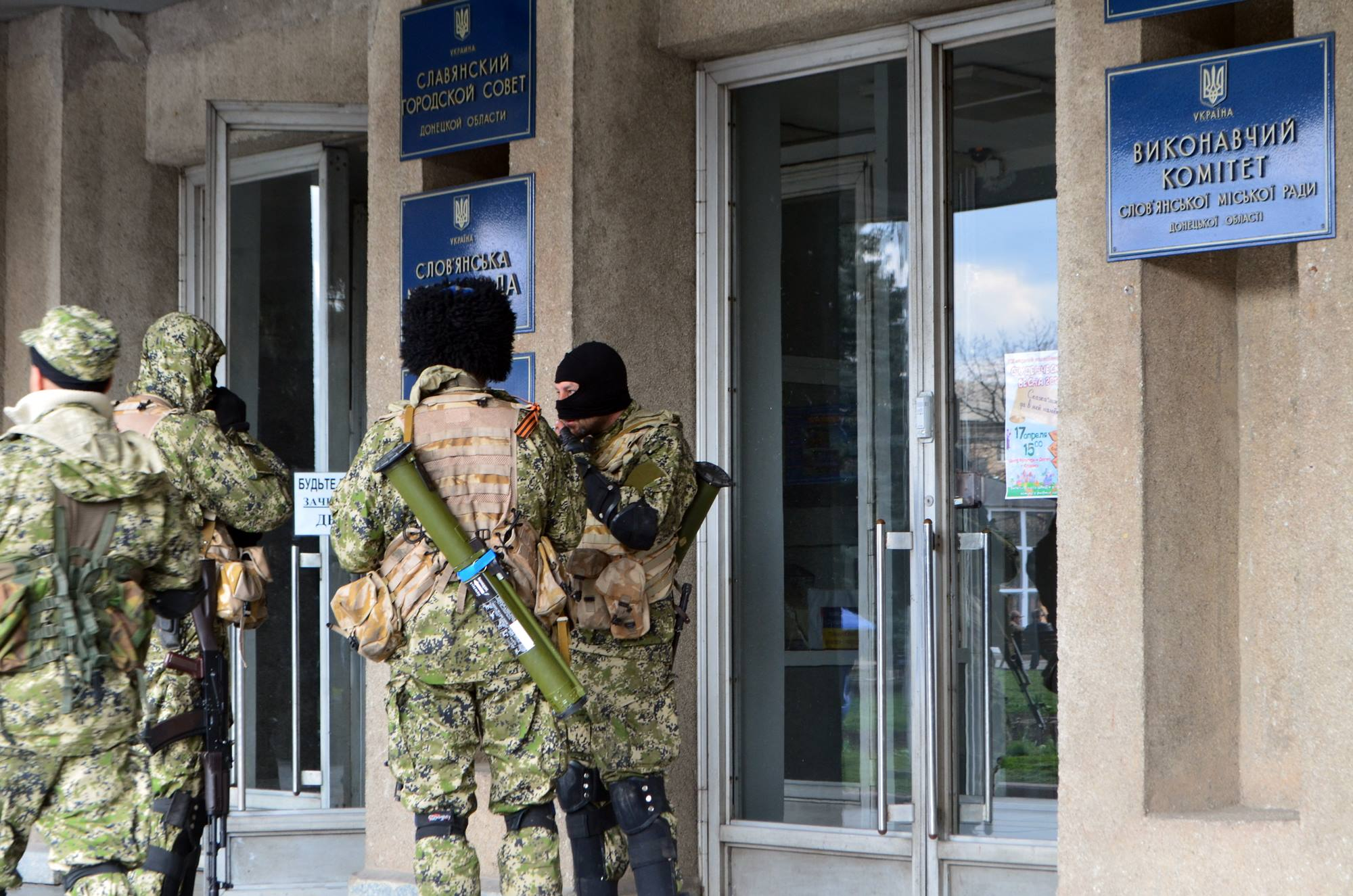
НЗФ «ДНР» Біля Слов'янської міської ради

Незаконні збройні формування (НЗФ) — збройна група людей, організована без дотримання норм чинного законодавства, непідконтрольна законному уряду.

## Критерії оцінки групи осіб, як НЗФ
Поняття незаконного збройного формування включає в себе три критерії, необхідні для класифікації групи людей як НЗФ:
- Група — об'єднана спільною метою група людей на тимчасовій або постійній основі, члени якої мають поділ обов'язків, ієрархічну структуру, елементи субординації (начальник — підлеглий), вимоги дисципліни;
- Озброєність — члени групи мають різну зброю;
- Незаконність — група створюється і функціонує всупереч чинному законодавству, непідконтрольна законному уряду.

Не всяка озброєна група може бути кваліфікована як НЗФ. Основною ознакою останнього є якісність. Наприклад, двоє або кілька осіб, озброєні гранатометом, гарматою, танком, не завжди можуть бути кваліфіковані як НЗФ. Для цього їм необхідно мати наступні ознаки якісного критерію оцінки.
- Ієрархічність — наявність внутрішньої ієрархії:
  - внутрішня структура;
  - система управління;
  - субординація;
  - розподіл ролей;
  - специфічні правила спілкування;
  - підготовлений план.
- Професіоналізм — наявність у членів певних якостей:
  - службової дисципліни;
  - військової підготовки, включаючи вогневу, тактичну, стройову і фізичну;
  - технічна оснащеність і підготовка.
- Стійкість — група повинна діяти чимало часу практично в незмінному складі, або створюватися з метою тривалого функціонування.

## Мети
НЗФ може мати на меті різні цілі:
- Нажива (банда)
- Політичні цілі (терористична група, підрозділ терористичної організації)

Терористична група може бути кваліфікована законодавством як НЗФ, тільки якщо вона діє на постійній основі, має зброю, Скоєння терористичного акту можливо без застосування зброї, використовуючи технічні особливості об'екту теракту (наприклад, вивід з ладу обладнання АЕС, що може викликати техногенну катастрофу). Проте терористи можуть застосовувати зброю для вчинення опору спецназу та/або поліції.

## Зброя
В залежності від типу і мети, НЗФ можуть мати різні типи зброї.

### По походженню
- Фабрична зброя (наприклад, трофейна)
- Саморобна зброя
- Кустарна зброя

### По типу
- Холодна зброя (ножі, кинджали, кортики). Така холодна зброя як списи, шпаги, шаблі і луки майже повністю зникла з ужитку, поступившись місцем нижченаведеним типам зброї.
- Стріле́цька збро́я (малокаліберна вогнепальна зброя): "підпали", револьвери, пістолети (напівавтоматичні/автоматичні), пістолети-кулемети, рушниці, карабіни (самозарядні/автоматичні), гвинтівки (самозарядні, напівавтоматичні, автоматичні), легкі (ручні) кулемети.
- Легкі озброєння: (вогнепальна зброя малого середнього та середнього калібру): станкові кулемети, ручні гранатомети,   (дульні, реактивні), підствольні гранатомети (які кріпляться на автоматах), станкові, автоматичні гранатомети. ПЗРК, переносні ПТРК,    легкі міномети, також мала реактивна артилерія,
- Вибухові боєприпаси: гранати, наземні міни, саморобні вибухові пристрої.
- Запалювальні боєприпаси: запалювальні гранати.